# Mastichochoria

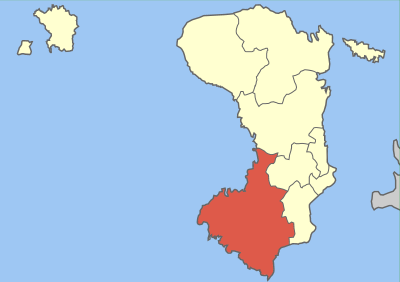
A cidade de Mastichochoria na ilha de Quio

Mastichochoria (do grego Μαστιχοχώρια: "vilas do mastique") é um município grego, localizado na ilha e prefeitura de Quio. O nome da cidade tem origem na aroeira (Pistacia lentiscus), chamada de μαστίχα ("mastícha") e muito comum na região. A cidade é conhecida também pela fabricação do mástique, a resina extraída da árvore com aplicações culinárias e na construção.